# Gran Premio de Alemania de Motociclismo de 1963
El Gran Premio de Alemania de Motociclismo de 1963 fue la segunda prueba de la temporada 1963 del Campeonato Mundial de Motociclismo. El Gran Premio se disputó el 26 de mayo de 1963 en el Circuito de Hockenheim.

## Resultados 350cc
Unos días antes del inicio de la temporada, el piloto de la Scuderia Duke, Derek Minter,  resultó gravemente herido en un accidente en Brands Hatch. El gerente del equipo Geoff Duke lo reemplazó por Phil Read. El primer piloto John Hartle se retiró en Alemania, pero Read terminó tercero detrás de Jim Redman (Honda) y Remo Venturi (Bianchi). Los puntos se repartieron entre motocicletas de seis marcas diferentes.
| Pos.    | Piloto             | Equipo    | Tiempo     | Pts. |
| ------- | ------------------ | --------- | ---------- | ---- |
| 1       | Jim Redman         | Honda     | 47’19”0    | 8    |
| 2       | Remo Venturi       | Bianchi   |            | 6    |
| 3       | Phil Read          | Gilera    |            | 4    |
| 4       | Gustav Havel       | Jawa      |            | 3    |
| 5       | Gilberto Milani    | Aermacchi |            | 2    |
| 6       | Fred Stevens       | Norton    |            | 1    |
| 7       | Ginger Molloy      | AJS       |            |      |
| 8       | Jack Ahearn        | Norton    |            |      |
| 9       | Roy Ingram         | Norton    |            |      |
| 10      | Andreas Klaus      | Norton    | +2 Vueltas |      |
| 11      | Ronald Vooth       | Norton    | +3 Vueltas |      |
| 12      | Horst Ebert        | Norton    |            |      |
| 13      | John Simmonds      | AJS       |            |      |
| 14      | Albert Handermann  | Norton    |            |      |
| 15      | Edy Lenz           | Norton    |            |      |
| Ret     | Tommy Robb         | Honda     | Ret        |      |
| Ret     | John Hartle        | Gilera    | Ret        |      |
| Ret     | František Št'astný | Jawa      | Ret        |      |
| Fuente: |                    |           |            |      |

## Resultados 250cc
En el cuarto de litro, una vez más sorprendió Tarquinio Provini con su monocilíndrica Moto Morini 250 Bialbero. Estaba muy por detrás de los pilotos de Honda Tommy Robb y Jim Redman pero se acabó imponiendo.
| Pos. | Piloto            | Moto      | Tiempo      | Pts. |
| ---- | ----------------- | --------- | ----------- | ---- |
| 1    | Tarquinio Provini | Morini    | 49'33"800   | 8    |
| 2    | Tommy Robb        | Honda     | + 44"700    | 6    |
| 3    | Jim Redman        | Honda     | + 1'09"000  | 4    |
| 4    | Silvio Grassetti  | Benelli   | + 2'39"200  | 3    |
| 5    | Stanislav Malina  | ČZ        | + 1 Vuelta  | 2    |
| 6    | László Szabó      | MZ        | + 1 Vuelta  | 1    |
| 7    | Alan Shepherd     | MZ        | + 1 Vuelta  |      |
| 8    | Siegfried Lohmann | Adler     | + 2 Vueltas |      |
| 9    | Jürgen Karrenberg | Adler     |             |      |
| Ret  | Gilberto Milani   | Aermacchi | Ret         |      |
| Ret  | Giuseppe Visenzi  | Aermacchi | Ret         |      |

## Resultados 125cc
En el octavo de litro, después de la decepcionante carrera de 125cc en la GP de España, las Suzuki RT 63 fueron muy superiores y Ernst Degner ganó a su compañero de equipo Hugh Anderson. Luigi Taveri, que había ganado en España, solo pudo ser cuarto por detrás de László Szabó con la MZ RE 125.
| Pos. | Piloto               | Moto       | Tiempo     | Pts. |
| ---- | -------------------- | ---------- | ---------- | ---- |
| 1    | Ernst Degner         | Suzuki     | 40' 52" 6  | 8    |
| 2    | Hugh Anderson        | Suzuki     | + 48" 8    | 6    |
| 3    | László Szabó         | MZ         | + 1'08" 1  | 4    |
| 4    | Luigi Taveri         | Honda      | + 1'09" 3  | 3    |
| 5    | Kunimitsu Takahashi  | Honda      | + 2'02" 0  | 2    |
| 6    | Alan Shepherd        | MZ         | + 2'07" 2  | 1    |
| 7    | Tommy Robb           | Honda      | + 2'17" 0  |      |
| 8    | Walter Scheimann     | Honda      | + 1 Vuelta |      |
| 9    | Francesco Villa      | FB Mondial | + 1 Vuelta |      |
| 10   | Stanislav Malina     | ČZ         | + 1 Vuelta |      |
| Ret  | Bert Schneider       | Suzuki     | Ret        |      |
| Ret  | Jim Redman           | Honda      | Ret        |      |
| Ret  | Frank Perris         | Suzuki     | Ret        |      |
| Ret  | John Grace           | Bultaco    | Ret        |      |
| Ret  | Jean-Pierre Beltoise | Bultaco    | Ret        |      |
| Ret  | Francisco González   | Bultaco    | Ret        |      |
| Ret  | Peter Inchley        | EMC        | Ret        |      |

## Resultados 50cc
Hans-Georg Anscheidt ganó la carrera de 50cc, la única clase en solitario que no fue ganada por un Honda. Ralph Bryans quedó en segundo lugar y Hugh Anderson en tercero. Luigi Taveri, el ganador del Gran Premio de España, tuvo que conformarse con el cuarto lugar.
| Pos. | Piloto               | Moto     | Tiempo     | Pts. |
| ---- | -------------------- | -------- | ---------- | ---- |
| 1    | Hugh Anderson        | Suzuki   | 25‘53“0    | 8    |
| 2    | Isao Morishita       | Suzuki   | + 0" 6     | 6    |
| 3    | Ernst Degner         | Suzuki   | + 14" 0    | 4    |
| 4    | Hans-Georg Anscheidt | Kreidler | + 33" 4    | 3    |
| 5    | Mitsuo Itoh          | Suzuki   | + 33" 9    | 2    |
| 6    | Michio Ichino        | Suzuki   | + 59" 0    | 1    |
| 7    | Rudolf Kunz          | Kreidler | + 1' 31" 6 |      |
| 8    | Alberto Pagani       | Kreidler | + 1' 37" 4 |      |
| 9    | Jan Huberts          | Kreidler |            |      |
| 10   | Dieter Krammer       | Eigenbau |            |      |
| 11   | César Gracia         | Derbi    |            |      |
| 13   | José Asencio         | Derbi    |            |      |
| 14   | Peter Eser           | Honda    |            |      |
| Ret  | José María Busquets  | Derbi    | Ret        |      |